# Taller in More Ways
Taller in More Ways – czwarty album studyjny brytyjskiej grupy Sugababes, wydany 10 września 2005 roku.

## Lista utworów
| #   | Tytuł                          | Długość |
| --- | ------------------------------ | ------- |
| 1.  | "Push the Button"              | 3:38    |
| 2.  | "Gotta Be You"                 | 3:40    |
| 3.  | "Follow Me Home"               | 3:58    |
| 4.  | "Joy Division"                 | 3:59    |
| 5.  | "Red Dress"                    | 3:38    |
| 6.  | "Ugly"                         | 3:51    |
| 7.  | "It Ain't Easy"                | 3:05    |
| 8.  | "Bruised"                      | 3:04    |
| 9.  | "Obsession"                    | 3:51    |
| 10. | "Ace Reject"                   | 4:16    |
| 11. | "Better" [UK-Only Bonus Track] | 3:45    |
| 12. | "2 Hearts"                     | 4:55    |

## Single
| Rok  | Data wydania | Singel            | Album                          | Pozycje         | Pozycje  | Pozycje | Pozycje         | Pozycje |
| Rok  | Data wydania | Singel            | Album                          | Wielka Brytania | Irlandia | Polska  | Unia Europejska |         |
| ---- | ------------ | ----------------- | ------------------------------ | --------------- | -------- | ------- | --------------- | ------- |
| 2005 | 9 września   | "Push the Button" | Taller in more ways            | 1               | 1        | 1       | 3               |         |
| 2005 | 5 grudnia    | "Ugly"            | Taller in more ways            | 3               | 12       | 2       | 11              |         |
| 2006 | 6 marca      | "Red Dress"       | Taller in more ways (reedycja) | 4               | 12       | 7       | 26              |         |
| 2006 | 5 czerwca    | "Follow Me Home"  | Taller in more ways (reedycja) | 32              | 25       | 49      | 43              |         |

## Listy sprzedaży
| Kraj              | Data          | Pozycja | Sprzedaż | Komentarz   |
| ----------------- | ------------- | ------- | -------- | ----------- |
| Wielka Brytania   | Wrzesień 2005 | 1       | 750,000  | 2x platyna  |
| Austria           | Wrzesień 2005 | 5       |          |             |
| Szwajcaria        | Wrzesień 2005 | 6       |          |             |
| Irlandia          | Wrzesień 2005 | 7       |          |             |
| Holandia          | Wrzesień 2005 | 10      |          |             |
| Niemcy            | Wrzesień 2005 | 11      | 100,000  | złota płyta |
| Nowa Zelandia     | Styczeń 2006  | 16      | 7,500    | złota płyta |
| Australia         | Styczeń 2006  | 67      |          |             |
| Stany Zjednoczone | Lipiec 2006   | TBR     |          |             |

## Reedycja
Po odejściu z zespołu Muty'i, do zespołu dołączyła Amelle Berrabah. Aby promować nową wokalistkę, dziewczyny nagrały reedycję ostatniego albumu, Taller in More Ways. Reedycja miała swoją premierę 27 lutego 2006 roku w Wielkiej Brytanii, a 13 marca w pozostałych krajach Europy.

### Lista utworów
| #   | Tytuł                          | Długość |
| --- | ------------------------------ | ------- |
| 1.  | "Push the Button"              | 3:38    |
| 2.  | "Gotta Be You" (Amelle Mix)    | 3:41    |
| 3.  | "Follow Me Home (Amelle Mix)"  | 3:58    |
| 4.  | "Joy Division"                 | 3:49    |
| 5.  | "Red Dress (Amelle Mix)"       | 3:38    |
| 6.  | "Ugly"                         | 3:51    |
| 7.  | "It Ain't Easy"                | 3:05    |
| 8.  | "Bruised"                      | 3:04    |
| 9.  | "Obsession"                    | 3:51    |
| 10. | "Ace Reject"                   | 4:16    |
| 11. | "Better" [UK-Only Bonus Track] | 3:45    |
| 12. | "2 Hearts"                     | 4:55    |
| 13. | "Now You're Gone"              | 3:55    |